# Сорок пять
«Сорок пять» (фр. Les Quarante-Cinq) — роман Александра Дюма-отца, написанный им в 1847 году в соавторстве с Огюстом Маке и завершающий трилогию о гугенотских войнах — финал истории, которая была начата в романе «Королева Марго» и продолжена в «Графине де Монсоро».

## Сюжет
В романе «Сорок пять» представители царствующего дома и высшая знать погрязли в интригах, на каждом шагу совершают предательства и убийства. Герцог Анжуйский участвует в войне лишь потому, что стремится стать монархом Фландрии, а затем и Франции. Лукавый политик, герцог де Гиз вступает в сговор с Вильгельмом Оранским. Торгуя своей шпагой, он предает интересы родины. Сестра Гиза — герцогиня де Монпансье — содержит целый штат наёмных убийц. Вот в каком окружении находился Генрих III. В изображении Дюма он мог царствовать лишь потому, что опирался на разумных, энергичных и преданных помощников. Однако в книге «Сорок пять» таких помощников вокруг одинокого короля нет.
…Роман начинается в 1585 году со сцены около Сент-Антуанских ворот Парижа в день, когда должна состояться казнь заговорщика Сальседа, которого обвиняют в посягательстве на жизнь герцога Анжуйского. Осуждённый признался в заговоре и под пыткой назвал Гизов в качестве организаторов. В день казни все ворота в город закрыты к возмущению толпы, желающей попасть в Париж. Около Сент-Антуанских ворот собирается компания, состоящая из почтенного горожанина, называющего себя Робером Брике, держащегося с достоинством и лёгкой насмешкой, нескольких обедневших гасконских дворян (некоторые прибыли с семействами), а также юного пажа. Паж узнаёт, что у каждого из гасконцев есть некий пропуск в город и упрашивает одного из них, Эрнотона де Карменжа провести его в Париж и доставить к Гревской площади. Во время казни, на которой присутствует король Генрих III, его жена королева Луиза, мать Екатерина Медичи и фаворит де Жуайез, Сальсед восходит на эшафот и видит в толпе пажа, после чего отказывается от показаний, в том числе против Гизов. Очевидно, появление пажа внушило ему надежду на побег, однако неожиданно Сальседа кто-то убивает прямо на эшафоте с помощью удавки. Начинается облава на убийцу, паж просит Эрнотона спасти его, раскрывая, что он на самом деле переодетая женщина… Эрнотон помогает девушке скрыться. Вскоре они встретятся вновь и она раскроет ему своё подлинное имя: герцогиня де Монпансье, вдова герцога де Монпансье, сестра герцога де Гиза. Де Карменж влюбляется в герцогиню, она также увлекается молодым человеком, но при этом хочет использовать его в своих интересах, так как постепенно вскрывается подлинная причина появления гасконцев около ворот Парижа: после гибели «живых бастионов», своей грудью защищающих слабовольного короля — миньонов Сен-Мегрена, Келюса, Шомберга и Можирона в живых остается только один из прежних любимцев короля — д’Эпернон, а он решает создать для защиты короля и себя отряд телохранителей в составе сорока пяти молодых дворян, во главе которого он поставил лихого гасконского вояку Луаньяка. Число телохранителей дало название для романа — «Сорок пять».
Но и новый отряд телохранителей не может спасти обреченного Валуа… Король отчаянно одинок, даже обожающая его мать, Екатерина Медичи, не может помочь справиться со всё возрастающим влиянием Гизов. Однако вскоре после происшествия во время казни Сальседа к нему является неожиданный помощник — это Шико. После событий романа «Графиня де Монсоро», в финале которого Шико сумел раскрыть заговор Гизов и рассчитаться со своим врагом, герцогом Майенским, Шико предпочёл распустить слухи о своей смерти, а сам скрылся под именем Робера Брике и несколько лет прожил жизнью тихого горожанина, навещая иногда для развлечения своего друга Горанфло. Шико решил «воскреснуть», так как события на Гревской площади навели его на мысль, что его другу королю угрожает опасность. Он решает разобраться в хитросплетении интриг и отправляется в Наварру, где живут в изгнании Генрих Наваррский и королева Марго. Благодаря усилиям Шико Генрих Валуа и Генрих Наваррский вступают в союз, что позволяет первому усилить свои позиции в предстоящей войне с Лигой и Гизами, а второму — стать ближе к трону.
Параллельно развивается линия миньона Генриха графа дю Бушажа. Он признаётся своему брату де Жуайезу, что влюблён в некую таинственную женщину, которая живёт очень уединенно, очевидно, оплакивая умершего возлюбленного. Этой женщиной оказывается графиня де Монсоро, поклявшаяся отомстить убийцам де Бюсси — герцогу Анжуйскому и его клеврету Орильи. Она несколько лет провела в вынужденном ожидании, так как не смела привести в исполнение свой план, пока был жив её отец, барон де Меридор, из опасения навлечь беду на его голову, но получив весть о его смерти, решила действовать…
Несмотря на остроумные советы Жуайеза, ухаживания дю Бушажа за неизвестной красавицей остаются безответными: дама, по иронии судьбы проживающая по соседству с Робером Брике, исчезает из Парижа… И лишь Шико, на мгновение увидевший лицо уезжающей незнакомки, догадывается, куда она могла бы направляться — во Фландрию, где находится герцог Анжуйский.
Дю Бушаж, страдая от разбитого сердца, также решает отправиться в армию в Нидерланды, но по дороге встречает объект своей страсти и видит в этом знак провидения. Однако Диана непреклонна. Тем более, что судьба благоволит ей: в придорожной гостинице её замечает герцог Анжуйский, который, не узнав красавицу, тем не менее решает ею овладеть и в качестве сводника отправляет к Диане и её спутнику (которым является лекарь Реми ле Одуэн, также преданный памяти де Бюсси) лютниста Орильи. Орильи обещает Реми, которого трудно узнать в почти седом старике со шрамом на лице, деньги за помощь в обольщении его госпожи. Реми делает вид, что соглашается, и все трое следуют в место, указанное герцогом, где он ждёт объект своего желания… Однако у Орильи возникают подозрения; он раскрывает личность своих спутников, но ле Одуэн убивает его. А вскоре прибывшая на свидание с герцогом Диана отравляет Франсуа Анжуйского с помощью персика, розы и факела с ядовитым фитилём… Наблюдающий из укрытия за свиданием герцога и обожаемой им женщины дю Бушаж становится на пути убегающих Дианы и Реми и требует объяснений: почему же ему не доступно счастье, в котором, как он только что видел, не отказывают принцу… Диана раскрывает свою личность, а также имя того, кому хранит верность и после смерти, и признается, что встретилась с Франсуа, чтобы убить его. Она оставляет дю Бушажа в полном отчаянии и принимает постриг в монастыре госпитальерок…
Роман заканчивается смертью Франсуа Анжуйского на руках у его матери и брата, оплакивающих не столько нелюбимого сына и брата, сколько судьбу династии Валуа…
В целом третья книга трилогии уступает по художественным достоинствам первым двум, к тому же роман не завершён (планировалось продолжение; Огюст Маке после разрыва отношений с Дюма написал четвертую книгу, примыкающую к трилогии — «Прекрасная Габриэль»). Характеры новых героев выглядят достаточно бесцветными по сравнению с образами Ла Моля и Коконнаса, Келюса и де Бюсси, де Муи и Николя Давида. Однако страницы, на которых действует постаревший, но по-прежнему обаятельный Шико, последний в роду Валуа король Генрих III и толстопузый обжора, эгоист и лентяй Горанфло, ставший аббатом, заслуживают всяческого внимания и заставляют вспомнить лучшие моменты «Королевы Марго» и «Графини де Монсоро».
Основное недоразумение, из-за которого роман выглядит незавершенным — это то, что во всех изданиях, начиная со второго, произведение заканчивается дописанным позже эпилогом. К сожалению, почему-то перевод на русский язык, в отличие от оригинала на французском, и переводов на другие языки — до сих пор осуществляется с того самого первого издания. Эпилог просто кратко излагает судьбу основных исторических персонажей и выдуманных героев серии. Выясняется, что Диана прожила в монастыре всего два года после описанных в романе событий, а ее сподвижник Реми бесследно исчезает. О приключениях Шико ничего более достоверно не известно. Де Гизы открыто восстают против короля, тот вынужден покинуть Париж, но позже заключается примирительное соглашение. Однако, король не прощает обиды и приказывает Де Луаньяку из «сорока пяти» убить герцога, и его брата-кардинала. Тот исполняет план, но парижане бунтуют из-за вероломства Генриха, и тот снова вынужден бежать. Главой Лиги становится герцог Майенский, а Екатерина Медичи тоже вскоре умирает. Король умоляет Генриха Наваррского о помощи, и тот помогает ему (поездка Шико в Наварру дала свои плоды): объединенная армия католиков и гугенотов осаждает Париж. Тем не менее, вероломная герцогиня де Монпансье находит способ отомстить Генриху. Она подсылает монаха-якобинца Жака Клемана, тот приходит в лагерь короля с важными письмами от сторонников в Париже. Пока тот читает — монах наносит роковой удар кинжалом. Охрана в лице «сорока пяти» в этот момент отступила и не смогла вовремя воспрепятствовать покушению. Таким образом, все описанные в романе ухищрения по защите Генриха оказываются бесполезными перед хитростью. Монарх гибнет от ран, но успевает объявить Генриха Наваррского своим наследником. Так у Франции появляется новый король, который спустя столько злоключений трилогии — все же восходит на трон.